# Soporte vital cardíaco avanzado
Los términos «soporte vital cardíaco avanzado» o «soporte vital cardiovascular avanzado», a menudo denominados por sus siglas, SVCA, hacen referencia a una serie de intervenciones clínicas destinadas al tratamiento urgente del paro cardíaco, el accidente cerebrovascular, el infarto de miocardio (también conocido como ataque al corazón) y otras emergencias cardiovasculares de riesgo mortal. Fuera de Norteamérica también se emplea el término «soporte vital avanzado» (SVA).

## Quién puede ponerlo en práctica
Solo los profesionales sanitarios calificados pueden proporcionar SVCA, ya que se requiere la capacidad de manejar las vías respiratorias de la persona, abrir el acceso vascular, leer e interpretar electrocardiogramas y conocer la farmacología de emergencia. Dentro de los profesionales cualificados se incluyen a los médicos, farmacéuticos, paramédicos, profesionales en prácticas (médicos y enfermeras en prácticas), terapeutas respiratorios y enfermeras. También se puede formar a otros profesionales de los servicios de emergencias. Asimismo, algunos profesionales sanitarios, o incluso profesionales no sanitarios, pueden recibir formación en soporte vital básico (SVB) y especialmente en reanimación cardiopulmonar (RCP), que constituye el fundamento básico del SVCA. Cuando ocurre un paro cardíaco repentino, la RCP inmediata es un eslabón vital en la cadena de supervivencia. Otro eslabón importante es la desfibrilación temprana, que ha mejorado considerablemente gracias a la disponibilidad generalizada de desfibriladores automáticos externos (DEA).

## Interpretación del electrocardiograma
Generalmente, el SVCA empieza con el análisis del ritmo cardíaco del paciente a través un desfibrilador manual. El responsable del equipo de SVCA determina, en función de los ritmos que muestra el monitor y de los signos vitales del paciente, cuándo aplicarle la descarga eléctrica, a diferencia de una intervención de SVB con DEA, en la que es la máquina quien toma esa decisión. Los siguientes pasos en el SVCA consisten en la canalización de vías intravenosas (IV) y en la colocación de varios dispositivos en la vía aérea, como un tubo endotraqueal (utilizado durante la intubación). Posteriormente se administran los fármacos utilizados habitualmente en la SVCA, como la epinefrina y la amiodarona. El personal de SVCA busca rápidamente posibles causas reversibles del paro cardíaco (por ejemplo, las «5 H» y las «5 T» o un ataque al corazón). Según el diagnóstico, se aplican tratamientos más específicos. Estos tratamientos pueden ser médicos, como la inyección intravenosa de un antídoto para la sobredosis de drogas, o quirúrgicos, como la inserción de un tubo torácico en los casos de neumotórax a tensión o de hemotórax.

## Guía para el SVCA
La Asociación Americana del Corazón y el Comité Internacional de Enlace en Resucitación, llevan a cabo una evaluación científica cada cinco años y publican un conjunto de recomendaciones y material formativo actualizado. Esta guía a menudo se denomina también Guía para la atención cardiovascular de emergencia (ACE). Los cambios adoptados recientemente son los siguientes.

### Guía para el SVCA de 2015
La guía para el SVCA publicada en 2015 introdujo pequeños ajustes y mejoras, que no supusieron grandes cambios respecto al documento de 2010. Algunos de los cambios fueron los siguientes:
- De acuerdo con la guía para el SVB, la actualización fomentaba el uso de teléfonos móviles para la activación del sistema de respuesta a emergencias, así como para alertar a los profesionales que se encontraran cerca.

- Se recomendó que los operadores de emergencias médicas recibieran una mejor orientación para reconocer posibles paradas cardíacas y la respiración agónica, con el fin de promover instrucciones de RCP más inmediatas.

- Se puso más énfasis en la realización de RCP manual por parte de testigos como un mínimo hasta la llegada de los servicios de urgencias.

- Se añadió un límite máximo para el número de compresiones torácicas en 120 por minuto, por lo que la recomendación actual es de 100 a 120 por minuto. La versión de 2010 solo mencionaba que debían ser al menos 100 compresiones por minuto.

- Se añadió un límite máximo de 6 cm de profundidad de las comprensiones torácicas, lo que situó la recomendación en 5-6 cm. La versión de 2010 solo mencionaba un mínimo de 5 cm.

- Se añadió el SVB y la administración por parte de un testigo de naloxona por vía intramuscular (IM) o intranasal (IN) en caso de sospecha de sobredosis de opiáceos.

- Se simplificó el algoritmo de parada cardíaca con la eliminación de la vasopresina.

- Se hizo un mayor hincapié en la capnografía de onda y se añadió una ETCO2 inferior a 10 mmHg tras 20 minutos de reanimación como factor legítimo en la decisión de finalizar la reanimación.

- Se perfeccionó la gestión de la temperatura objetivo con un nuevo rango objetivo de entre 32-36 °C.

- Se eliminó la recomendación del uso rutinario de atropina en las intubaciones, a menos que hubiera un riesgo alto de bradicardia.

- Se añadieron cadenas de supervivencia separadas para el paro cardíaco extrahospitalario (RCPEH) e intrahospitalario (RCPIH). Se recomendaban dos cadenas separadas de supervivencia que identificaran los diferentes sistemas de atención para pacientes que sufrían un paro cardíaco dentro o fuera del hospital.

### Guía para el SVCA de 2010
En 2010 la American Heart Association (Asociación Americana del Corazón) y el International Liaison Committee on Resuscitation (Comité de Enlace Internacional de la Resucitación)  actualizaron la guía del SVCA. La nueva guía para el SVCA se centraba en el SVB como componente principal del SVCA. Además, también puso énfasis en la monitorización del CO2 al final de la espiración como indicador de la efectividad de la RCP y del restablecimiento de la circulación espontánea. Otros cambios incluían evitar la administración de atropina para la actividad eléctrica sin pulso (AESP) y la asistolia. La RCP (para el ACLS y el BLS) se reordenó de "ABC" a "CAB" (circulación, vía aérea, respiración) para centrarse en las compresiones torácicas, llegando a recomendar la RCP sólo con compresiones para las personas no cualificadas. (No obstante, hay que tener en cuenta que en la reanimación pediátrica es más probable que la parada respiratoria sea la causa principal de la parada cardiaca, que en los adultos).

### Guía para el SVCA de 2005
La guía para el SVCA de 2005 reconocía que las compresiones torácicas de alta calidad y la desfibrilación precoz eran clave para obtener un resultado positivo, mientras que con otras «terapias típicas de SVCA... no se ha demostrado que haya un incremento de la tasa de supervivencia tras el alta hospitalaria». En 2004, un estudio concluyó que eran las intervenciones básicas de RCP y la desfibrilación precoz lo mejoraba la supervivencia al paro cardíaco, y no el soporte avanzado. Las directrices de 2005 se publicaron en Circulation. En Estados Unidos, la principal fuente de cursos y manuales de SVCA es la Asociación Americana del Corazón, mientras que en Europa es el Consejo Europeo de resucitación (ERC por sus siglas en inglés). La mayoría de las instituciones requieren que sus empleados se saquen el certificado al menos cada dos años. Muchos lugares ofrecen formación en laboratorios de simulación clínica con códigos de urgencia simulados con un maniquí. Otros hospitales aceptan cursos basados en software para la recertificación. Las organizaciones que ofrecen formación en SVCA ya tienen disponible un manual con la guía actualizada. El curso de SVCA incluye también el accidente cerebrovascular, con énfasis en su cadena de supervivencia.

## Algoritmos
Las recomendaciones de la guía actual de SVCA están incorporadas en varios grupos de algoritmos, un conjunto de instrucciones que se siguen para estandarizar el tratamiento y aumentar su efectividad. Estos algoritmos se presentan en forma de diagrama de flujo e incorporan decisiones del tipo sí/no, lo que facilita su memorización.

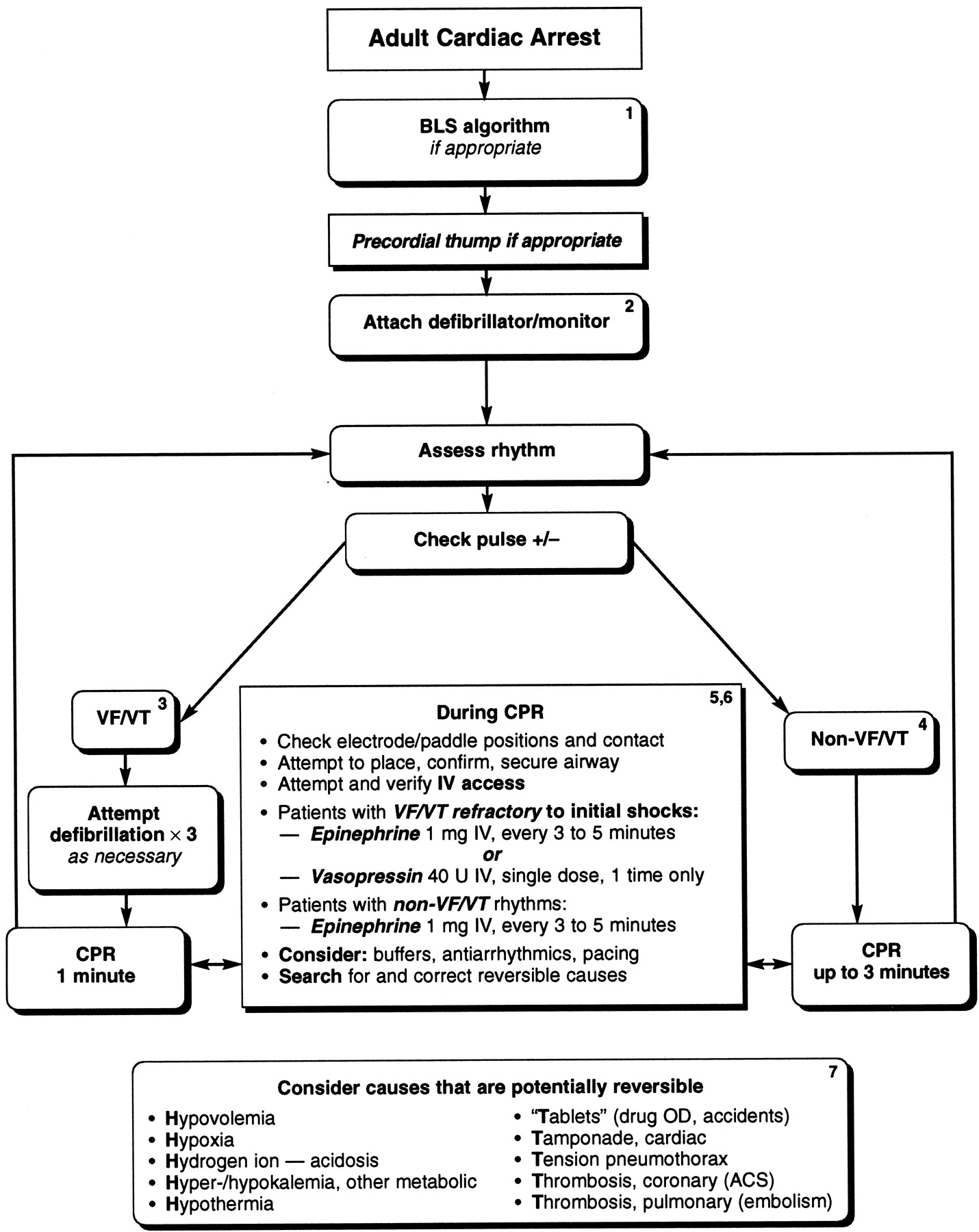

### Tipos de algoritmos
- Algoritmo del paro cardíaco

- Algoritmo del síndrome coronario agudo (SCA)

- Algoritmo de la actividad eléctrica sin pulso (AESP)/asistolia

- Algoritmo de la fibrilación ventricular (FV)/taquicardia ventricular sin pulso (TV)

- Algoritmo de la bradicardia

- Algoritmo de la taquicardia

- Algoritmo de la parada respiratoria

- Algoritmo de urgencia por opiáceos

- Algoritmo del post paro cardíaco

- Algoritmo por sospecha de accidente cerebrovascular

### Utilización del algoritmo
Buscar y corregir las causas potencialmente reversibles de la parada y la bradicardia/taquicardia. Las causas reversibles de las paradas cardíacas se denominan coloquialmente las 5H y las 5T. Las H representan lo siguiente: Hipovolemia; Hipoxia/Hipoxemia; Exceso de Iones de Hidrógeno (Acidosis); Hipocalemia/Hipercalemia; e Hipotermia; mientras que las T representan: Taponamiento (cardíaco); Toxinas; Neumotórax a tensión; y Trombosis (coronaria o pulmonar).
Es preciso tener cuidado antes de usar epinefrina en paros asociados con la cocaína u otras drogas simpaticomiméticas. La epinefrina no es necesaria hasta después de la segunda descarga por corriente directa en el SVCA estándar, ya que la descarga misma libera cantidades significativas de epinefrina.
Ya no se recomienda la administración intravenosa de una dosis de 1 mg de atropina (en bolo) para la asistolia o AESP lenta (ritmo inferior a 60/minuto).
En los paros AESP asociados con hipercalemia, hipocalcemia o una sobredosis de drogas que bloquee los canales de calcio, se recomienda administrar por vía intravenosa 10 ml de cloruro cálcico 10 % (6,8 mmol/l).
Considere la posibilidad de administrar amiodarona para la fibrilación ventricular/taquicardia ventricular sin pulso después de 3 intentos de desfibrilación, ya que existen pruebas de que mejora la respuesta en la FV/TV refractaria. Nótese que desde la Guía para el SVCA de 2010 se prefiere la amiodarona como antiarrítmico de primer nivel. La lidocaína ocupa el segundo lugar, si no se dispone de amiodarona.
Para «torsades de pointes» (taquicardia ventricular polimorfa en entorchado), fibrilación ventricular refractaria en personas con intoxicación por digoxina o con hipomagnesemia, administrar por vía intravenosa sulfato de magnesio 8 mmol (4 ml de solución al 50 %).
En el algoritmo de parada sin pulso de la Asociación Americana del corazón de 2010, la vasopresina puede sustituir a la primera o segunda dosis de epinefrina.

## Historia
La American Heart Association (Asociación Americana del corazón) publicó la Guía para el SVCA por primera vez en 1974 y la actualizó en 1980, 1986, 1992, 2000, 2005, 2010 y, por último, en 2015. Desde 2015 está previsto que las actualizaciones se realicen de manera constante. Sin embargo, las grandes actualizaciones seguirán teniendo lugar cada cinco años como hasta ahora.